# Shigeki Kurata
Shigeki Kurata (Kyoto, 22 juni 1972) is een voormalig Japans voetballer.

## Carrière
Shigeki Kurata speelde tussen 1995 en 2004 voor Cerezo Osaka en Avispa Fukuoka.